# Isola di Panarea e Scogli Viciniori
Isola di Panarea e Scogli Viciniori este o arie protejată (arie specială de conservare — SAC, sit de importanță comunitară — SCI) din Italia întinsă pe o suprafață de 259 ha, integral pe uscat.

## Localizare
Centrul sitului Isola di Panarea e Scogli Viciniori este situat la coordonatele 38°38′14″N 15°03′57″E / 38.637294°N 15.06594°E.

## Înființare
Situl Isola di Panarea e Scogli Viciniori a fost declarat sit de importanță comunitară în septembrie 1995 pentru a proteja 2 specii de plante și 33 de specii de animale. Situl a fost protejat și ca arie specială de conservare în decembrie 2015.

## Biodiversitate
Situată în ecoregiunea mediteraneană, aria protejată conține 14 habitate naturale: Păduri de stejar alb estice, Câmpuri de lavă și excavații naturale, Recifuri, Vegetație anuală la limita mareei, Tufărișuri halofile mediteraneene și termo-atlantice (Sarcocornetea fruticosi), Peșteri marine scufundate complet sau parțial, Pseudostepă cu ierburi și specii anuale de Thero-Brachypodietea, Tufărișuri termo-mediteraneene și de pre-deșert, Faleze cu vegetație de Limonium spp. endemic de pe coastele mediteraneene, Păduri de pin mediteraneene cu pini mezogeni endemici, Pante stâncoase calcaroase cu vegetație casmofită, Formațiuni scunde de Euphorbia în apropierea falezelor, Dune cu vegetație ierboasă Malcolmietalia, Grohotișuri termofile și vest-mediteraneene.
La baza desemnării sitului se află mai multe specii protejate:
- plante (2): Dianthus rupicola, Silene hicesiae
- păsări (33): fâsă-de-câmp (Anthus campestris), acvilă de câmp (Aquila heliaca), stârc roșu (Ardea purpurea), caprimulg (Caprimulgus europaeus), barză albă (Ciconia ciconia), barză neagră (Ciconia nigra), erete de stuf (Circus aeruginosus), erete alb (Circus macrourus), erete cenușiu (Circus pygargus), prepeliță (Coturnix coturnix), egretă mică (Egretta garzetta), Falco eleonorae, Falco naumanni, șoim călător (Falco peregrinus), muscar-gulerat (Ficedula albicollis), Gallinago media, cocor (Grus grus), acvilă pitică (Hieraaetus pennatus), stârc pitic (Ixobrychus minutus), sfrâncioc roșiatic (Lanius collurio), Larus michahellis, gaia neagră (Milvus migrans), gaia roșie (Milvus milvus), vultur egiptean (Neophron percnopterus), stârc de noapte (Nycticorax nycticorax), vultur pescar (Pandion haliaetus), viespar (Pernis apivorus), sitar de pădure (Scolopax rusticola), turturică (Streptopelia turtur), graur (Sturnus vulgaris), silvie de tufiș (Sylvia undata), mierlă (Turdus merula), sturz-cântător (Turdus philomelos)

Pe lângă speciile protejate, pe teritoriul sitului au mai fost identificate 45 de specii de plante, 28 de specii de păsări, 2 specii de mamifere, 28 de specii de nevertebrate, 4 specii de reptile.